# Ringwood (Oklahoma)
Ringwood é uma cidade localizada no estado norte-americano de Oklahoma, no Condado de Major.

## Demografia
Segundo o censo norte-americano de 2000, a sua população era de 424 habitantes.
Em 2006, foi estimada uma população de 417, um decréscimo de 7 (-1.7%).

## Geografia
De acordo com o United States Census Bureau tem uma área de
2,3 km², dos quais 2,3 km² cobertos por terra e 0,0 km² cobertos por água. Ringwood localiza-se a aproximadamente 400 m acima do nível do mar.

## Localidades na vizinhança
O diagrama seguinte representa as localidades num raio de 20 km ao redor de Ringwood.